# Mathys Schoevaerdts
Mathys Schoevaerdts ou Matthijs Schoevaerdts (vers 1665/1667 - après 1702) est un peintre, dessinateur et graveur flamand. Il est principalement connu pour ses paysages avec des arbres, des marines et des scènes de genre. Il débute dans la tradition de Jan Brueghel l'Ancien et évolue vers le style des paysagistes nordiques qui créaient des paysages italiennes.

## Biographie

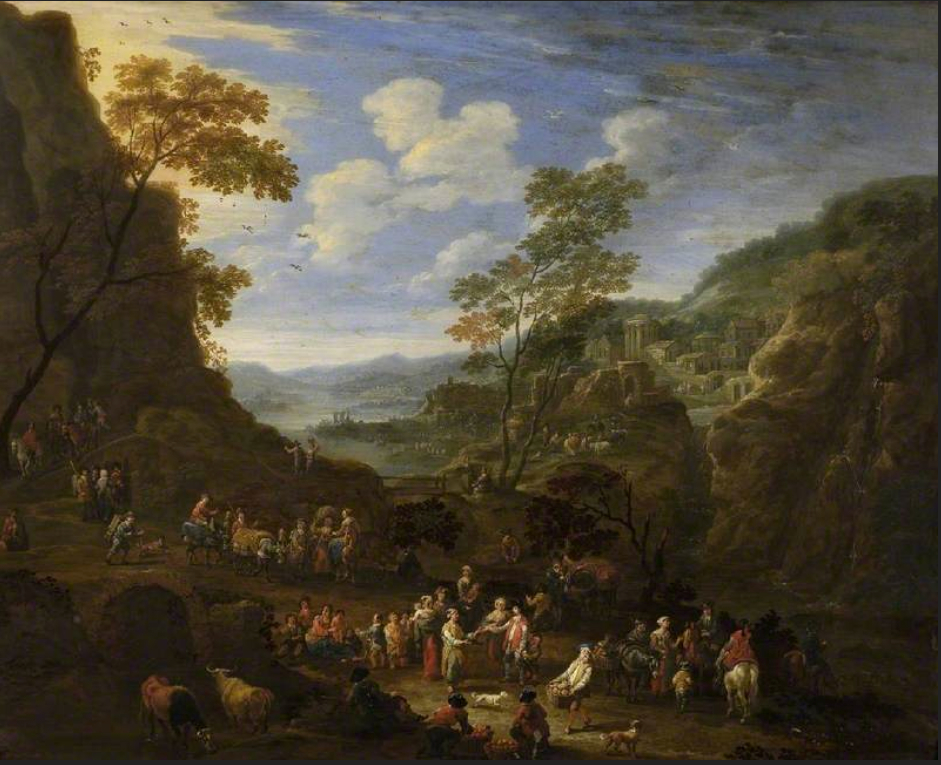
Paysage avec une fête

On a peu de détails sur la vie de Mathys Schoevaerdts. Les premières données sur l'artiste datent de 1682, année du début de son apprentissage chez le peintre paysagiste Adriaen Frans Boudewyns. En supposant que l'âge auquel l'apprentissage débutait était généralement de 15 à 17 ans, il est donc probable qu'il soit né entre 1665 et 1667. Son lieu de naissance est probablement Bruxelles.
Mathys Schoevaerdts est admis comme maître de la guilde bruxelloise de Saint-Luc en 1690. Il est doyen de la guilde de 1692 à 1696.
Ses compositions sont très appréciées de son vivant et sont collectées tout au long du xviiie siècle. Il passe du temps dans les Provinces-Unies.
Sa dernière œuvre est datée de 1702. On croit qu'il est mort peu de temps après. Un document datant de 1712 indique qu'il était déjà mort.

## Œuvre

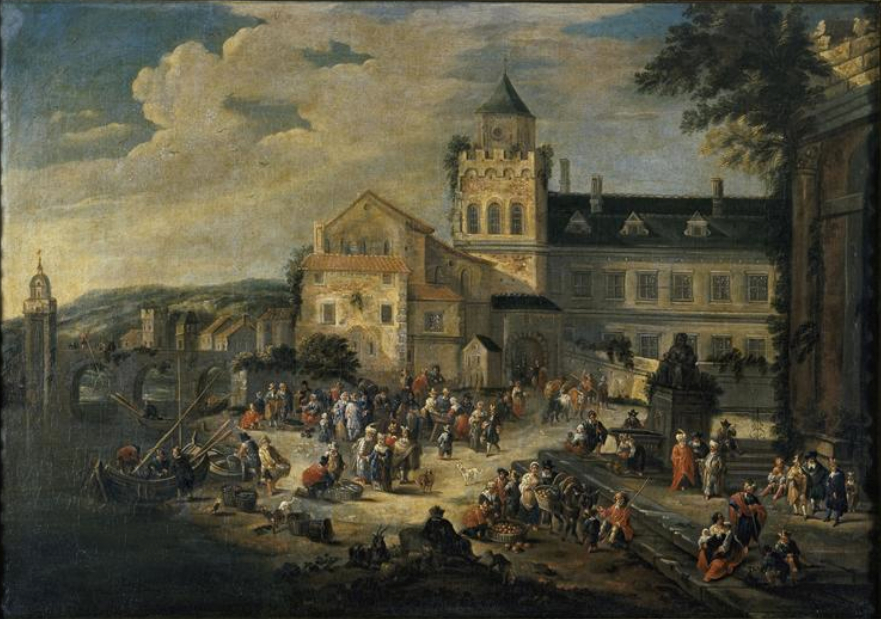
Marché au bord d'une rivière

Mathys Schoevaerdts est connu pour ses paysages et ses scènes de genre. Ses paysages sont remplis d'anecdotes et de scènes délicatement peintes de paysans engagés dans une activité telle que voyager, diriger un bateau ou aller à une kermesse. Ses premières œuvres montrent l'influence des vues du marché et d'autres scènes surpeuplées de Jan Brueghel l'Ancien. Il avait la même préférence pour l’utilisation de bleus clairs et de verts délicats que Brueghel. Jan Brueghel l'Ancien a commencé la tradition des peintures de paysages avec des scènes décoratives au début du xviie siècle. Son style a fortement marqué le xviiie siècle pour les générations de peintres flamands suivants : Izaak van Oosten, Peeter Gijsels, Adriaen Frans Boudewyns, Pieter Bout, divers membres de la famille van Bredael, Balthasar Beschey, Carel Beschey (en) et Théobald Michau. Le sens bucolique du bonheur est typique de tous leurs paysages, avec leurs petites figures aux poses anecdotiques et détaillées et bâtiments agréables.

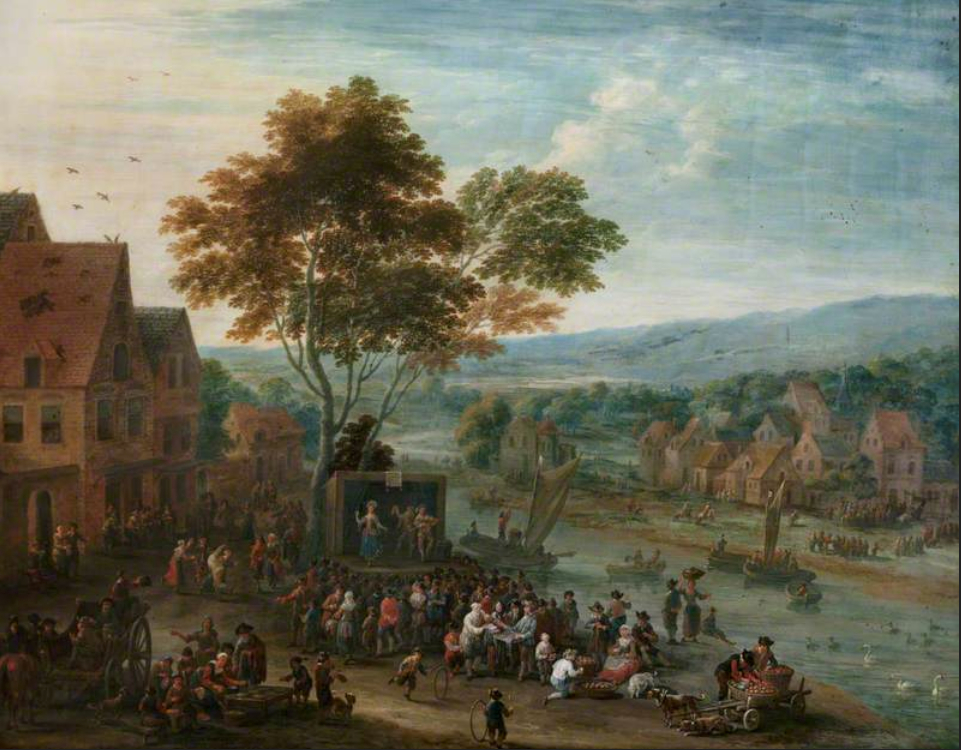
Paysage fluvial étendu avec troupe théâtrale ambulante

En raison de la similitude de leurs sujets et de leurs styles, les compositions non signées de Schoevaerdts ont été confondues avec celles de ses maîtres Adriaen Frans Boudewijns et Pieter Bout.
Les compositions de Schoevaerdts sont généralement remplies de figures. Les groupes de figures sont individualisés et soigneusement observés. Il introduisait parfois des éléments de fantaisie dans ses compositions en incluant des marchands turcs d'apparence exotique dans les scènes de villages flamands. Il a progressivement développé un style personnel dans lequel les événements et les scènes décrits sont rendus avec une précision particulière.
Les paysages de Schoevaerdts représentent généralement des vues imaginaires. Parmi ses vues les plus réalistes, il y a notamment des capricci ou des vues d’Italie, pays qu’il n’a jamais visité : une vue de Rome et l’autre de Venise. L’artiste doit s’être appuyé sur des gravures pour ces paysages plus réalistes. Schoevaerdts a peint une composition topographique représentant Maximilien II Emmanuel devant le palais du Coudenberg à Bruxelles,.
Il collaborait parfois avec son maître Boudewyns et avec d'autres artistes tels que Ferdinand Dupont (1660-1712), qui fournissait les figures dans ses paysages. Son frère Frans Schoevaerdts était également un peintre actif à Bruxelles au début du xviiie siècle. Les frères ont créé ensemble des paysages classiques idéalisés, vifs et animés.
Schoevaerdts a également réalisé un petit nombre de gravures illustrant des scènes de genre. Un exemple est Le jeu avec la pomme.